# Щербина, Юрий Иванович
Юрий Иванович Щербина (1920—2002) — физик-ядерщик, лауреат Ленинской премии.
Родился 23.02.1920 в Екатеринославе.
В 1937 году поступил на радиофакультет Московского электротехнического института связи, который в 1938 году был объединён с Академией связи имени Подбельского, в результате образовался Московский институт инженеров связи (МИИС).
С июля по сентябрь 1941 года работал вместе со всеми студентами в Смоленской области на строительстве Главгидростроя НКВД. После возвращения в Москву призван в РККА (17.09.1941) и зачислен на образованный при МИИС Отдельный военный факультет связи Красной Армии (с октября 1941 г. в эвакуации в Ташкенте). Окончил институт в апреле 1942 года по специальности радиоинженер.
С июня 1942 года радиоинженер 33-й отдельной армейской мастерской связи 3-й танковой армии. В июне 1943 года, когда мастерская вошла в состав 57-й армии, назначен начальником базовой мастерской. Позже — начальник радиоцеха. Старший техник-лейтенант. Награждён орденами Красной Звезды (20.01.1945), Отечественной войны II степени (06.04.1985), медалями «За боевые заслуги» (04.03.1944), «За победу над Германией в Великой Отечественной войне 1941—1945 гг.»
С 1948 по 2002 год работал в Курчатовском институте (ИАЭ), начальник лаборатории ОМФ (научный сектор No 23) отдела приборов теплового контроля.
В 1954-1955 годах по поручению И. К. Кикоина разработал прибор для детектирования радиоактивного облака непосредственно с борта летящего самолета. Прибор был проверен в работе во время испытаний ядерного оружия США в 1956 году.
В 1961—1966 годах им разработана чувствительная методика и проведены измерения концентраций газообразных продуктов: двуокиси углерода — 14 и криптона — 85 .
Разработал экспрессный и точный В-спектрометрический метод анализа твёрдых соединений урана.
Ленинская премия 1958 года (в составе авторского коллектива) — за труд «Физические основы дальнего обнаружения ядерных взрывов».